# 늑대의 인간 공격

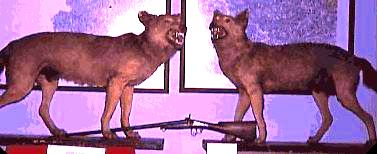
2마리의 페리고르드의 늑대(Wolves of Périgord). 티비르스(Thiviers) 라젝 성(Razac) 전시.

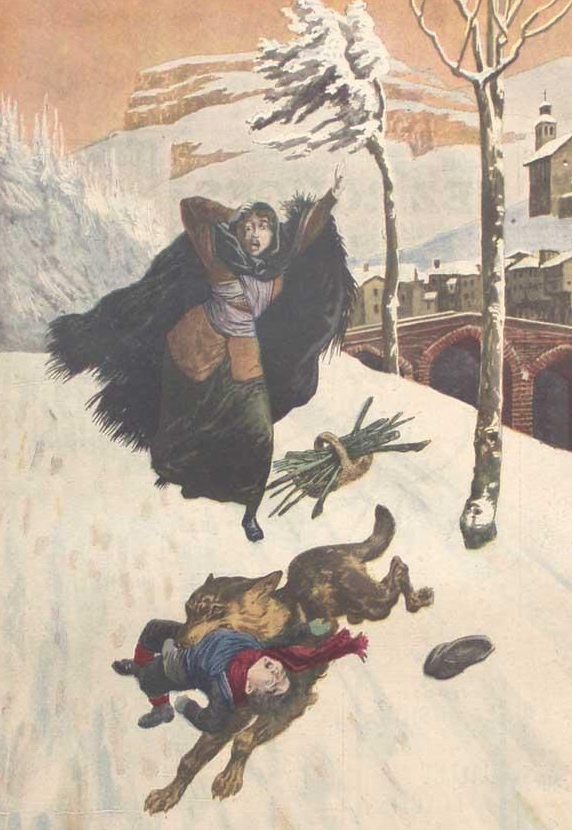
1914년 1월 25일 프랑스 주간신문 Le Petit Journal에서 늑대가 아이를 물고 가는 그림.

늑대의 인간 공격은 한 마리 또는 여러 마리의 늑대들이 인간을 공격하는 것이다. 야생의 늑대는 일반적으로 인간에게 겁을 품는다. 늑대들은 보통 인간이 접근하는 것을 감지한 이후에도 자신들이 죽이는 것을 포기하고 접촉을 피하려고 하지만, 늑대가 인간들을 향해 공격적으로 행동한 기록이 몇몇 문헌에 남아 있다. 늑대는 많은 무리를 짓는 육식동물이다.
일반적으로 인간을 공격하는 것으로 알려진 다른 육식 동물들에 비해, 늑대는 식인동물(Man-eater)의 기록이 훨씬 낮고 잠재적으로는 위험한 것으로 감지되지만 늑대는 크기와 약탈성에 비해 위협이 매우 낮다.

## 원인과 유형
일반적으로 양 떼를 방어하는 양치기 같은 경우에는 사상자 기록이 없긴 하나 도발로 인한 공격 기록은 남아 있다. 비공수병의 늑대가 공격한 기록은 드물지만 존재한다. 늑대의 공격으로 인한 피해자의 대부분은 여성과 어린이이다. 역사적으로, 건강한 늑대의 공격은 시간적, 공간적으로 무리짓는 경향이 있으며 인간을 살해하는 것은 오히려 그들이 죽을 때까지 무리에서 늑대가 단식하는 등 무리를 유지하는 평균적 늑대의 정상적 동작은 아니었다.
일부 늑대가 인간의 거주지 가까이 생활하면서 공격적인 습관화의 요인으로 인해 늑대는 인간의 두려움을 잃고 결과적으로 코요테처럼 매우 가까이 접근할 수 있다. 습관화는 사람들이 충분히 위협하지 않으면서 의도적으로 늑대에게 다가가며 음식을 주거나 실수할 때 생길 수 있다. 이것은 보호 지역의 늑대들이 적극적으로 사냥하는 동물보다 인간에게 더욱 담대하게 다가가는 것으로 입증되었다.
늑대와 개의 혼종은 인간을 향한 개의 겁을 품는 성격 대신 늑대의 야성을 가지고는 있으나 늑대보다는 약하다.
치명적인 늑대의 공격들은 13세기 이후 광견병으로 관련되었다. 늑대는 질병의 호수가 아니지만, 다른 종에게 병을 옮길 수 있다. 늑대가 광견병에 감염되면 매우 심각한 공격적인 상태에 돌입하며 한 번의 공격에 많은 사람을 물어, 타격 입힐 수 있다. 백신이 개발되기 전까지 이 공격은 치명적이였다. 오늘날에는 늑대에게 물린 상처를 치료할 수 있으나 여전히 광견병에 감염된 늑대에게 물린 상처는 매우 위험하며 사망하거나 백신의 효과가 나타나기 전에 뇌로 바이러스가 퍼질 수 있다. 일반적으로 여성과 어린이로 공격 대상을 제한하는 건강한 늑대와는 달리 광견병에 걸린 늑대는 성인 남성을 포함하여 누구나 기회가 되면 죽일 수 있다. 보통 봄과 겨울에 맹렬한 공격을 하는 경향이 있다. 유럽과 북미 지역에서는 광견병이 감소하고 있지만, 일부 중동 지역에는 여전히 몇몇 광견병에 걸린 늑대의 공격이 보도되고 있다. 광견병에 걸린 늑대의 공격은 보통 사람을 물어 먹기보다는 약탈 공격을 한다는 차이점이 있다. 또한, 약탈적 공격은 시간적으로 몇 달이나 몇 년동안 지속될 수 있지만, 광견병의 공격은 평균 2달 정도만 지속된다. 대형 고양이과동물의 경우처럼 늙거나 다친 늑대가 정상적으로 먹이를 먹을 수 없을 경우 인간을 공격하는 경우도 관찰되었다.

## 패턴과 방법

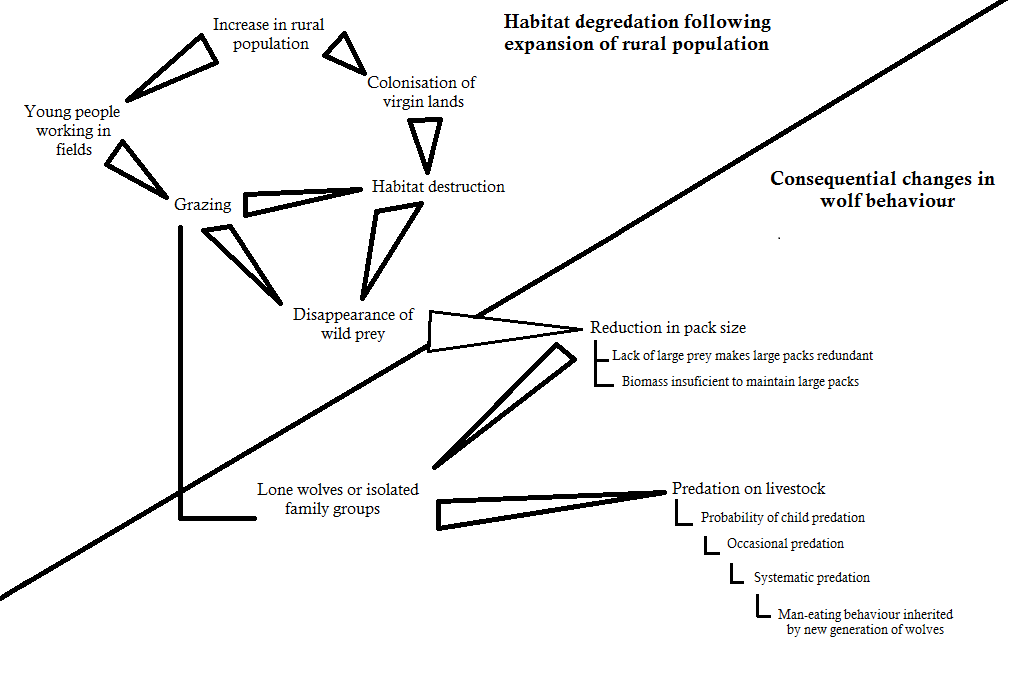
15세기 이탈리아에서 발생한 늑대 공격을 정리한 표. 늑대 공격은 대부분 7가지 단계로 거쳐서 대형 공격으로 진화한다.

최근 18세기부터 19세기까지 역사적인 페노스칸디아의 늑대 공격 연구에 대해, 피해자의 85% 이상은 대부분 12세 미만의 어린이었고 성인은 거의 공격당하지 않았다. 몇몇 성인이 공격당한 모든 사건에는 여성이 공격받았다. 거의 모든 경우에, 희생자는 몇몇 경우 두 명 또는 세 명의 사람들과 있었지만 오직 한명만 공격을 당했다. 이것은 광견병에 감염된 늑대의 공격과 비교하여 매우 큰 패턴 차이를 보이며 최대 40명이 이와 같은 경우로 공격당했다. 일부 공격 기록에서는 몇 달, 또는 심지어 몇 년 동안 계속 진행되어 광견병에 감염된 늑대에게 피해를 입을 가능성이 존재하며 일반적으로 피해자들은 초기 증상 2-10일 이후 사망한다. 옛 소비에트 연방의 기록에 따르면 어린이에 대한 공격은 암컷 늑대가 자신의 새끼에게 단단한 먹이를 먹이기 시작하는 7-8월에 정점을 찍었다. 공격 빈도는 대부분의 새끼가 오랫동안 굴 속에 있기 시작하는 9-10월에 급락한다.
늑대에게 궁지에 몰리거나 공격받은 사람은 일반적으로 손, 발에 빠르게 물리며 이 공격은 보통 막을 수 없다. 광견병 늑대의 공격과 약탈적 공격 모두 피해자는 머리와 목 주변에 지속적인 상처를 입어 사망하며 건강한 늑대는 정면에서 피해자를 공격하는 것보다 뒤에서 공격하는 것을 선호한다. 일부 전문종의 식인동물은 뒤에서 피해자들을 노리면서 그들의 머리와 뒷목을 물어 아이들을 죽였다는 기록이 남아 있다. 건강한 늑대는 피해자의 몸을 끌어와 방해받지 않으며 먹는다.

## 7가지 단계
앨버트 캘거리 대학의 동물행동학자 벨레리어스 게이스트(Valerius Geist)에 따르면, 역사적, 현대적인 인간의 늑대 공격을 다음과 같은 7단계의 개요로 구분하였다.
- 첫 번째 단계는 밀렵, 게임, 서식지 손실, 계절적 이동 등으로 인한 먹이 부족으로 인해 발생한다.
- 늑대는 인간 거주지에 접근하기 시작하지만 밤 시간에만 접근한다. 그들의 존재는 일반적으로 개와 경기하며 짖는 것으로 알 수 있다.
- 일정 시간이 지난 이후에는 늑대가 낮 시간에도 인간의 거주지를 드나들기 시작하며 사람과 가축들을 관찰하기 시작한다.
- 늑대는 낮 시간 동안 가축과 애완동물 등을 공격하는 대담한 행동을 하기 시작하며, 가끔 베란다에 먹이를 놓기도 한다. 이 시점까지는 늑대는 인간에게 관심사를 두지는 않지만 으르렁 거리는 소리 등을 통해 인간을 위협한다.
- 늑대는 대형 가축을 공격하기 시작하고 라이더를 쫓아가며, 베란다 등에서 창문에 모습을 드러내기 시작한다.
- 사람들은 일반적으로 장난으로 늑대들을 놀리기 시작한다. 늑대는 비록 만나면 후퇴하지만 짧은 거리에서는 앞발을 통해 사람을 쫓아간다.
- 늑대가 인간에 대한 약탈적인 공격을 시작한다.

## 역사

### 유럽
제임스 6세 시기 스코틀랜드에서, 늑대는 여행객들에게 위협을 주어 스피탈(spittal)이라고 부르는 특수한 집을 길 옆에 만들었다. 프랑스에서 1580년-1830년 사이 역사적 기록에서는 3,069명이 늑대의 약탈적 공격으로 사망했고, 1,857는 광견병에 감염되지 않은 늑대의 공격으로 사망했다. 15세기부터 19세기 이탈리아의 기록에서는 포 계곡에서만 440명이 늑대의 공격으로 사망했다. 1890년 러시아 제국의 문서에는 1871년 늑대의 공격으로 164명이 사망했다고 기록했다. 제1차 세계 대전 시기 동안, 카우나스, 빌뉴스, 민스크 등지의 굶주린 늑대들이 러시아 제국군과 독일 제국군을 공격하여 큰 사망자가 발생해 양군은 늑대를 처치하기 전까지 임시 휴전을 하는 계기가 된다.
소비에트 연방의 붕괴 이후 공개된 소련 정부의 문서에서 제2차 세계 대전 동부 전선에서 여러 늑대 공격을 받았다는 기록의 문서가 발견되었다. 이 정보는 전쟁 중 대량 총기 몰수의 결과를 숨기기 위하여 소련 정부가 그동안 공개를 하지 않았던 문서였다.
유라시아가 북미보다 더욱 의미있는 이유로는 늑대에 대한 가설로 북미의 인간을 공격하는 늑대들은 과거의 늑대 사냥은 귀족들이 활동한 반면 북미에서는 일반 시민들이 총기 등의 무기들을 가지고 공격했기 때문에 북미에서는 인간 공격 늑대에 잘 보이지 않는다. 이 차이는 북미 늑대가 인간의 정착지에 더욱 덜 가까이하고 인간을 두려워하게 만드는 원인이 된다.
그럼에도 불구하고, 2001년 프랑스 한 목동의 공격을 제외하고 현대 서유럽의 늑대 공격은 거의 적고 사망자는 한 명도 없다. 독일 야생생물학자인 "루퍼스"는 루사티아 지역의 250명을 만나본 이후 한 번도 늑대와 관련된 문제가 없었다고 발표했다.

### 북아메리카
아메리카 토착민들의 구전 역사에 따르면, 유럽 정착민들이 도착하기 전부터 부족들이 늑대들의 공격을 받았다고 알려져 있다. 일반적으로 우드랜드 토착민들이 가장 위험하여 종종 갑자기 인간 정착지 가까이에서 늑대들이 나타나기도 했다. 늙은 누나미우트(Nunamiut) 사냥꾼을 인터뷰한 작가 배리 로페즈(Barry Lopez)에 따르면, 총기의 도입 전까지 주민들은 계속 늑대의 공격을 받았으며 이후 늑대의 공격은 없어졌다고 말했다.
유럽인들이 대륙을 식민지화 하기 시작했을 때, 이들 지역의 늑대들은 유럽보다 덜 공격적인 것으로 기록했다. 캐나다 온타리오주의 신문에 따르면 인간이 늑대에게 부당한 공격을 받았을 경우 현상금 100$를 준다는 광고도 붙였다. 이 현상금은 수령되지 않았다. 시어도어 루즈벨트 대통령이 크기와 힘이 북유럽 늑대와 비슷한 대형 팀버늑대가 몬태나주 북서부와 워싱턴주 등에 나타났다고 했지만, 그럼에도 불구하고 그 늑대들은 사람에 대해 겁이 많다고 말했다.
현대에는 인간이 늑대의 서식지를 점차 점령하고 있었다. 종종 사람이 애완견을 산책시키면서 늑대 무리들이 개를 먹이로 하여 공격하는 일이 벌어졌다. 은퇴한 늑대생태학자 마크 맥은 알래스카와 캐나다에서 늑대가 인간과 가까이 접근하거나 공격한 예가 80회 있었으며, 외관상으로 건강한 늑대의 공격은 그 중 39회였으며 비공격적인 늑대의 방어 행동의 예로는 29회였다고 말했다.

### 아시아
18세기에, 일본은 중국과 한국의 광견병 확산으로 인해 늑대 무리들의 공격을 경험했다.
전통적으로 힌두교에서는 식인늑대에 관한 살인을 삼가고, 늑대의 피는 흉작을 일으킬 수 있다는 내용이 있다. 1996년부터 1997년까지 인도 우타르프라데시 주에서는 늑대 무리들의 대규모 공격으로 주로 10세 미만의 아동 74명이 사망했다. 이 공격은 정부 기록에 정리되어 있다. 최악의 경우로는 영국령 인도 제국 시기 1878년 늑대 공격이다. 식인 늑대에 의해 1년간 624명이 사망했다. 늑대 공격을 예방하는 지침으로는 인도 야생동물 연구소의 야드벤드라예프 V. 졜라(Yadvendradev V. Jhala)와 디네쉬 쿠마르 샤르마(Dinesh Kumar Sharma)가 만들었다. 인도 연구진들에 따르면, 취약한 나이로는 오두막에 흩어져 식물에 늑대가 은폐할 수 있는 곳의 2-10세 아동이다.

## 공격 목록
이것은 전 세계에서 일어난 늑대의 인간 공격 기록으로 세기 역순으로 기록한 것이다.

### 21세기
| 이름, 연령, 성별                                   | 날짜                    | 지역, 설명 |
| -------------------------------------------------- | ----------------------- | --- |
| 8세, 여성                                          | 2013년 8월 8일          | 인도 카슈미르 탄구와리 발라 지역에서 8세 소녀가 늑대의 공격을 받고 사망했다. |
| 9세, 남성                                          | 2013년 7월 10일         | 인도 카슈미르 북부 크레이 지역에서 소년이 친구와 같이 길을 걷다 늑대에게 치명적인 공격을 받았다. 소년은 목에 발톱 자국이 있었으며 치명적인 상처를 입었다. 24시간 이내 크레이 지역에서 같은 사건이 연달아 발생했다. |
| 6세, 남성                                          | 2013년 7월 9일          | 2마리의 늑대가 인도 카슈미르 북부 크레이 지역 하르슈나르라는 마을에 들어가 숲이 우거진 지역에서 6세 소년을 죽였다. 그날 이 지역에서 늑대를 총으로 죽였음에도 불구하고, 다음 날 같은 사건이 발생했다. |
| 85세, 남성                                         | 2013년 6월 12일         | 85세의 노인이 터키 에르주룸 토르툼(Tortum) 마을 농장에서 일하던 도중 늑대의 공격을 받았다. 또한, 이 늑대는 등산하던 사람 4명도 물었다. 늑대는 살해되었고 몸이 광견병 검사를 위해 실험실로 보내졌다. |
| 30세, 여성                                         | 2012년 6월 17일         | 스웨덴 노르셰핑 외곽의 콜모르덴 야생 공원에서 사육사인 30세의 여성이 구내에서 작업 중 길들여진 늑대에 물려 사망했다. |
| 카니디스 베르너(Candice Berner), 32세, 여성        | 2010년 3월 8일 (발견일) | 교사이자 열렬한 조깅가인 베르너는 미국 앵커리지 남서쪽 475km 떨어진 치그니크 호수 근처 길에서 사망한 채 발견되었다. 스노모빌 운전자가 길에 인접한 눈이 쌓인 곳에서 토막난 시체를 발견했다. 알래스카주 검시관은 그녀의 죽음을 "곰 등의 동물에게 여러 번 물려 생긴 상처로 사망한 것"으로 결론지었다. |
| 여성                                               | 2009년 2월 10일         | 조지아 트빌리시에서 40km 떨어진 지오르기트신다(Giorgitsminda)에서 발생. |
| 8세 소년                                           | 2006년 4월 6일          | 러시아 동부의 나홋카에서 8세 소년이 나홋카 동물원의 늑대 우리에 다가가서 늑대 우리 안으로 손을 뻗자, 우리 속에 있던 늑대가 물었다. 소년은 탈출했지만, 다음날 이른 아침에 죽은 채로 발견되었다. |
| 켄톤 조엘 카네기(Kenton Joel Carnegie), 22세, 남성 | 2005년 11월 8일         | 캐나다 서스캐처원 주 프린스 알버트에서 일어났다. 카네기는 산책을 나가서 그가 일하는 관측 캠프로 돌아오지 않았다. 그의 몸은 주기적으로 인간을 먹이로 삼는 늑대 4마리가 서식하는 지역에서 일부 먹힌 채 발견되었다. 부검을 한 병리학자의 말에 의하면, 카네기는 공격으로 몸의 25%-30%가 잘려나갔으며 몸의 중앙부와 허벅지가 주로 먹힌 것으로 밝혀졌다. 아메리카흑곰에 의해 죽었을 가능성을 배제하진 않았지만, 검시관은 2년 후 늑대가 공격했다는 것으로 결론내렸다. |
| 2명                                                | 2005년                  | 아프가니스탄 호스트 주에서 발생했다. 지난 10년 중에서도 최악의 겨울로 인해 발생한 것으로 추정된다. |
| 4명                                                | 2005년                  | 아프가니스탄 파크티아 주 나카에서 발생했다. 두 명의 피해자는 다른 마을에서 여행 중 사망했다. |
| 2명                                                | 2005년 2월 초           | 우즈베키스탄 서부 뮈나크(Muinak)에서 발생했다. |
| 노숙자 남성 1명                                    | 2005년 1월 2일          | 이란 북서부 토르바트 헤이야다리야(Torbat Heydariya) 근처 발리 아스르(Vali-Asr) 근처에서 발견되었다. 가혹한 날씨에서 늑대가 마을 안으로 들어가 목격자들 앞에서 노숙자 1명을 공격했다. 경찰의 도움을 기다리는 동안 마을 사람들은 늑대를 쫓아내고자 했다. 경찰은 오지 않았고, 결국 피해자는 사망했다. |
| 3명                                                | 2003년 겨울             | 러시아 아스트라한주에서 발생했다. |
| 목동 3명                                           | 2003년 겨울             | 러시아 스레드니크투빈스키 구(Sredneakhtubinsky District)에서 발생했다. |

### 20세기
| 이름, 연령, 성별                              | 날짜                    | 지역, 설명 |
| --------------------------------------------- | ----------------------- | --- |
| 아나드 쿠마르(Anand Kumar), 4세, 남성         | 1996년                  | 인도 반비루푸르(Banbirpur)에서 발생했다. 늑대가 쿠마르를 공격하는 동안, 그의 두 형제와 어머니는 지상의 열린 화장실을 이용했다. 경찰 수색대가 3일 후 그를 발견했을 때에는 약 0.8km 떨어진 곳에 발견되었고 머리를 제외한 몸이 멀쩡히 있었다.                                 |
| 약 60명의 어린이                              | 1996년–1997년           | 인도 우타르프라데시 주에서 발생했다. |
| 파트리키야 웨맨(Patricia Wyman), 24세, 여성   | 1996년 4월 18일         | 캐나다 온타리오주 핼리버튼 카운티(Haliburton County)에서 발생했다. 웨맨은 핼리버튼 숲 야생동물 보존 지역 늑대의 새 담당으로 임명되었다. 그녀를 공격한 5마리의 늑대는 모두 같이 자랐었지만 인간과 사회화되지는 않았었다.                                                    |
| 마이클 아모소프(Michael Amosov), 60세, 남성   | 1996년 2월 21일         | 벨라루스 자드레시(Zadrach) 볼로니쟈 핼매트(Hamlet of Bolonitza)에서 발생했다. 아모소프는 자드레시에서 볼로니쟈 숲까지 걸어가는 동안 사라졌다. 수색자는 그가 걸은 영역을 따라가는 동안 여러 늑대의 흔적이 남은 채 피투성이로 발견되었다.                                    |
| 벌목가, 55세, 남성                            | 1995년 12월             | 벨라루스 흐보제노(Hvoschono)에서 발생했다. 근처 숲에서 작업하는 도중 사라졌다. 이틀 후, 수색자들이 주변에 늑대의 흔적이 있는 곳에 시체가 발견되었다. |
| 9세 소녀                                      | 1995년 12월             | 벨라루스 우스비챠(Usviatyda)에서 발생했다. 학교에서 집으로 걸어가는 도중 사라졌다. 그의 아버지는 소녀를 찾아나섰고 피투성이가 된 머리가 늑대 흔적과 함께 발견되었다. |
| 신원 미확인 여성                              | 1995년 10월             | 러시아 보로네시 남쪽 마을에서 발생했다. 여성이 밭에 일하는 동안 광견병에 감염된 늑대가 목을 물어 사망시켰다. |
| 신원 미확인                                   | 1995년                  | 러시아 카렐리야에서 발생했다. |
| 60명의 아이                                   | 1993년 4월 - 1995년 4월 | 인도 비하르 주에서 발생했다. 모든 아이들은 3월부터 8월까지 오후 5시에서 7시 사이 집에서 공격당했다. 남성보다 여성 피해자가 더 많았고(58%), 89%는 3세 미만의 영아였다. 80명의 사상자 중 20명만 살아남았다.                                                                  |
| 알레시아 브레지크(Alyshia Berzyck), 3세, 여성 | 1989년 6월 3일          | 미국 미네소타주에서 발생했다. 기르던 애완 늑대에 의해 사망했다. |
| 청소년 17명                                   | 1986년                  | 인도 마디아프라데시 주 아샤타에서 발생했다. 아샤타의 늑대(Wolves of Ashta)로 알려져 있다. |
| 신원 미확인 여성                              | 1982년 6월 29일         | 벨라루스 도르부자 근처에서 발생했다. 광견병에 걸린 늑대에게 얼굴, 팔, 다리를 물려 사망했다. |
| 4-10세 사이 어린이 13명                       | 1981년 2월-8월          | 인도 동부 비하르 주의 하자리바흐(Hazaribagh)에서 일어났다. 하자리하브의 늑대로 알려져 있다. |
| 2세, 남성                                     | 1981년                  | 미국 미시간주 포트웨인에서 일어났다. 애완 동물이었던 외톨이 늑대가 공격했다. |
| 노인의 여성                                   | 1979년 8월 말           | 시네제르카(Sinezerka)에서 일어났다. |
| 신원 미확인 어린이                            | 1978년                  | 미국 와이오밍주 휘틀랜드에서 일어났다. 애완 동물이었던 외톨이 늑대가 공격했다. |
| B. 마세코바(B. Mashakova)                     | 1972년 3월 30일         | 카자흐스탄 첼카르스킬 지역(Chelkarskij)에서 일어났다. 광견병에 감염된 늑대의 공격이었다. |
| 어린이 4명                                    | 1957년-74년             | 스페인에서 일어났다. |
| 빅탈리 우쉬티노프(Vitali Ushtinov), 5세       | 1952년 7월 11일         | 카르마노프에서 1km 떨어진 마을에서 발생했다. 빅탈리는 숲에서 딸기를 따는 동안 늑대의 습격을 받아 사망했다. |
| 10세의 소녀                                   | 1951년 4월 29일         | 오리체스키 지역(Orichevskij region)의 타라소보크(Tarasovok)마을 근처에서 발생했다. 한 소녀가 개울에서 친구와 목욕하는 동안 늑대에 물려 사망했다. |
| 3-6세의 소년 1명과 소녀 3명                   | 1950년 7-8월            | 레뱌즈스키(Lebyazhskij) 지역에 발생했다. |
| 스베틀라나 투에바(Svetlana Tueva), 여성       | 1948년 11월 17일        | 소련 주 어딘가에 일어났다(확실하게 정해지지 않은 지역). 스베틀라나는 그녀의 친구와 함께 학교로 가던 중 늑대 5마리에 물려 사망했다. 늑대들은 몸을 숲 수 킬로미터 안으로 끌고 갔다. 오직 그녀의 외투만 발견되었다.                                                           |
| 7-12세의 어린이 9명                           | 1948년 7-8월            | 바로브스키예(Darovskij) 지역에서 일어났다. |
| 베니아미나 포키나(Veniamina Fokina), 13세     | 1947년                  | 크할투린크시예(Khalturinskij) 지역의 루사노프(Rusanov) 마을에서 일어났다. |
| 아나 미키헤바(Anna Mikheeva), 16세            | 1947년                  | 크할투린크시예 지역의 체르냐베비예(Chernyabevij) 마을에서 일어났다. 늑대가 아나와 그의 엄마를 공격하고, 아나를 숲으로 끌고 가서 죽였다. 그녀의 부러진 목과 일부 먹힌 몸이 나중에 발견되었다.                                                                               |
| 피마 몰체노바(Pimma Molchanova), 5세          | 1945년 5월 8일          | 러시아 키로프주 실랴보(Shilyavo) 마을에서 일어났다. 피마가 7살 친구인 골로샤와 시냇가에서 씻던 도중 늑대에게 습격당했다. 그녀의 몸은 500m 떨어진 곳에서 발견되었다. 늑대가 그녀의 목과 허벅지 근육을 먹은 것으로 확인되었다.                                               |
| 마리아 베르니코바(Maria Berdnikova), 17세     | 1945년 4월 29일         | 러시아 키로프 주 골로데시치나(Golodaevshchina) 마을에서 일어났다. 마리아와 그의 여동생이 집 50m 근처 가축 우리에서 일하고 있었다. 늑대가 그녀의 목을 잡고 습격한 이후 끌어냈다. 늑대는 1m 높이의 펜스를 넘고 숲으로 도망갔으며 피해자는 200m 떨어진 곳에서 발견되었다.     |
| 어린이 36명                                   | 1944년-63년             | 러시아 키로프 주에서 일어났다. |
| 마리아 폴랴코바(Maria Polyakova), 16세        | 1944년 11월 19일        | 키로프 주의 레멘스키(B. Ramenskij) 마을에서 발생했다. 늑대 두마리가 길을 걷고 있는 여성을 습격했다. |
| 무시노바 타마라(Musinova Tamara), 14세        | 1944년 11월 12일        | 키로프 주에서 일어났다. 늑대 9마리가 습격했다. |
| 페르피로바(Perfilova), 8세                    | 1944년 11월 6일         | 키로프 주에서 일어났다. 늑대 무리가 농장에서 일하던 소녀를 습격했다. |
| 발랴 스타리코바(Valya Starikova), 13세        | 1944년 9월 21일         | 키로프 주 골로데시치나(Goldaevshchina) 마을에서 일어났다. 늑대가 그녀를 숲으로 끌고 갔다. 오직 그녀의 신발 일부분만 찾을 수 있었다. |
| 어린이 5명                                    | 1937년                  | 폴란드에서 발생했다. |
| 95명                                          | 1926년                  | 인도 연합주 베레릴리와 필리비흐트(Bareilly and Pilibhit) 주에서 발생했다. |
| 10명                                          | 1924년                  | 키로프 주에서 일어났다. 광견병에 걸린 늑대 2마리가 습격했다. |
| 사냥꾼과 원주민 2명                           | 1922년                  | 캐나다 온타리오주에서 일어났다. 샤낭꾼이 약속대로 우체국에 도착하지 않았을 때, 원주민 2명이 그를 찾기 위해 보내졌다. 셋 모두 늑대에게 죽은 채 발견되었다. |
| 벤 쾰름(Ben Cochrum)                          | 1922년                  | 캐나다 매나토바 주 위니펙호 북부 피셔 강에서 발견되었다. 피해자의 뼈는 11마리의 늑대 시체에서 발견했다. 7마리는 총에 맞았고, 4마리는 곤봉에 맞은 채로 발견되었다. 그의 소총이 박살난 이후 사냥꾼이 늑대 무리와의 싸움을 포기하고 죽었다.                                   |
| 1차 세계 대전 중 동부 전선의 군인             | 1916년 - 1917년         | 러시아 제국의 카우나스, 빌뉴스, 민스크 등지에서 일어났다. 1916년-1917년 겨울 동안 카우나스, 빌뉴스, 민스크에서 거대한 숫자의 굶주린 늑대들이 독일 제국군과 러시아 제국군을 공격하기 시작했다. 이로 인해 양측은 늑대가 소탕될 때까지 임시로 휴전 협정을 맺었다.             |
| 제임스 스미스(James Smith)                    | 1910년 3월 4일          | 미국 스프링필드 (미주리주)에서 일어났다. 그가 남동생을 기다리려 숲에 혼자 있는 동안 늑대의 공격을 받았다. 형제가 돌아왔을 때 그들은 뼈들을 발견했다. 5마리 죽은 늑대들의 가운데 있던 그는 빈 라이플 총이 있었으며 무기를 장전하던 도중 늑대에 의해 사망한 것으로 추측한다. |

### 19세기
| 이름, 연령, 성별                          | 날짜                              | 지역, 설명 |
| ----------------------------------------- | --------------------------------- | --- |
| 203명                                     | 1889년                            | 러시아 제국의 유럽 지역에서 발생했다. |
| 올슨(Olson) 가족의 아버지와 아들          | 1888년 3월 7일                    | 노스다코타주 뉴록포드 (노스다코타주)에서 발생했다. 두 사람은 집에서 몇 미터 떨어진 건초 더미에서 삽을 파던 도중 늑대 무리에게 사망했다. |
| 1445명                                    | 1870년–1887년                     | 러시아 제국의 유럽 지역에서 발생했다. |
| 어린이 22명                               | 1880년–1881년                     | 핀란드 남부 투르쿠에서 발생한다. 투르쿠의 늑대로 알려진 3마리의 늑대 무리가 공격했다. 1882년 1월 암컷 늑대가 총에 맞고, 12일 후 수컷 늑대도 총에 맞으면서 공격이 끝났다. 핀란드 자연 보존 단체와 같은 환경 단체들은 늑대개의 공격이라고 주장한다. 박제 표본 결과 순수 늑대로 확인되었다. |
| 소년                                      | 1882년                            | 카리알라의 소르타발라(Sortavala)에서 일어났다. |
| 8세 소년                                  | 1880년                            | 카리알라의 우시키르코(Uusikirkko)에서 일어났다. |
| 624명                                     | 1878년                            | 연국령 인도 제국에서 일어났다. |
| 어린이 9명                                | 1877년                            | 핀란드 남부 탐페레에서 일어났다. 늑대 한마리 이상이 공격했다. |
| 721명                                     | 1875년                            | 영국령 인도의 비하르 주와 북서부 주에서 발생했다. |
| 161명                                     | 1871년                            | 러시아 왕국에서 일어났다. 이는 문서에 기록되기는 했으나 1890년 작성되었다. |
| 12세 소녀                                 | 1859년                            | 핀란드 남서부 유라요키(Eurajoki) 라피요키(Lapijoki) 마을에서 일어났다. 소녀는 농부 존 라스크(Johan Rask)의 딸이었으며 죽은 시체의 몇몇 잔해만 발견되었다. 늑대는 몇 일 후 같은 지역에서 농부를 공격하고자 했으나 소총으로 죽었다. |
| 14명                                      | 1851년                            | 프랑스 로르제스 숲(Lorges Forest)에서 일어났다. 광견병에 걸린 늑대가 7시간 동안 45km 9개 마을을 돌아다니면서 41명을 물고 14명을 광견병으로 사망하게 했다. 또한 이 늑대는 숲에서 약 백마리 이상의 동물을 물은 것으로 확인되었다. |
| 성인 266명, 어린이 110명                  | 1849년–1851년                     | 러시아 제국의 유럽 지역에서 일어났다. |
| 성인 1명, 어린이 20명                     | 1839년–1850년                     | 카리알라 지역에서 일어났다. 늑대의 수는 알려지지 않았다. |
| 어린이 3명                                | 1836년                            | 핀란드 남서부 키미토(Kemiö)에서 일어났다. 한마리 이상의 늑대가 일으켰다. |
| 13명                                      | 1833년 7월                        | 미국 와이오밍주 서부 그린 강에서 광견병에 걸린 흰색늑대에 의해 사망했다. |
| 어린이 8명, 여성 1명                      | 1831년 1월, 1832년 여름           | 카리알라 지역에서 일어났다. 한 마리가 일으킨 것으로 추측된다. |
| 알려지지 않은 아프리카계 미국인, 남성     | 1830년                            | 미국 오하이오주와 켄터키주 경계 근처에서 일어났다. 깊은 숲 지역을 여행하던 중, 두 명의 아프리카계 미국인이 늑대 무리의 공격을 받았다. 가지고 있던 도끼들을 이용하여 늑대를 물리치고자 했다. 두 명 모두 땅에 눕혀지고 심각한 부상을 입었다. 한 명은 사망했다. 다른 한 명은 도끼를 버리고 나무로 탈출했다. 그는 그곳에서 밤을 보냈다. 다음날 아침 그는 나무에서 내려갔다. 사망한 남성의 뼈는 눈 주위에 흩어져 있었다. 늑대 3마리가 죽었다. |
| 이누이트 족의 여성                        | 1829년                            | 그녀의 남편은 여성의 도움으로 살아남았지만 그녀는 늑대의 공격으로 사망했다. |
| 알렉세이 모시프(Aleksei Moiseev), 8세     | 1823년                            | 알라쿠르시예(Alakurskij) 마을에서 일어났다. 알렉세이는 친구들과 길을 가던 중 떠돌이 늑대의 공격을 받았다. 농부가 너무 늦게 발견하여 사망했다. |
| 페트르 피트카(Petr Pitka), 3세            | 1823년 5월                        | 투가니스티(Tuganitsy) 볼셰(Bolshie) 마을에서 발생했다. 소년은 저녁 시간에 여동생과 함께 헛간을 떠났다. 4살의 여동생이 집으로 왔을 때, 늑대가 소년을 낚아챘다고 말했다. 그의 흔적이 마을 밖의 건초 더미에서 6월 2일 발견되었다. |
| 떠돌이 프랑스 여행가                      | 1811년                            | 툴룽의 길에서 늑대에게 다리를 물린 이후 중간 경유지에서 심하게 상처가 난 다리를 치료하려고 했다. 그의 몸은 검시관이 확인하려 오기 전인 저녁에 사라졌다. |
| 3.5–15세의 어린이 11명 및 19세의 여성 1명 | 1820년 12월 30일, 1821년 3월 27일 | 달라르나와 예스트리클란드 주 경계 지역에서 발생했다. 늑대가 강아지를 잡은 이후 3-4년 동안 계속 잡아왔으며, 사전에 공격한 경력이 있다고 발표되었다. 제신게의 늑대(Wolf of Gysinge)로 알려져 있다. |
| 111명                                     | 1804년–1853년                     | 에스토니아에서 초대형 늑대의 습격이 일어나 108명의 아이, 남성 2명, 여성 1명 등 총 111명이 사망했다. |
| 6-8세의 여성                              | 1800년 12월 28일                  | 노르웨이 남부 아케르스후스주에서 일어났다. |

### 18세기
| 이름, 연령, 성별                                                | 날짜             | 지역, 설명 |
| --------------------------------------------------------------- | ---------------- | --- |
| 다친 아메리카 토착민                                            | 1770년           | 늑대가 원주민 마을로 들어가서 천연두 피해자의 시체를 먹었다. 또한 병에 걸린 사람을 죽였다.                                 |
| 99명                                                            | 1763년–1767년    | 프랑스 랑그도그(Languedoc) 오베르뉴 제보당(Gévaudan)에서 일어났다. 제보당의 괴수(Beast of Gévaudan)로 알려졌고 사살되었다. |
| 4명                                                             | 1765년 1월       | 프랑스 파리 북동부의 수아송에서 발생했다. 수아송의 늑대(Wolf of Soissons)로 알려져 있다.                                   |
| 닐스 닐슨(Nils Nisson) 8세, 남성                                | 1763년 1월       | 스웨덴 베스테르예틀란드 호바 파리쉬(Hova Parish)에서 떠돌이 늑대에게 사망했다.                                             |
| 쇼제몬 농부                                                     | 1762년 2월       | 일본에서 발생했다. 공수병에 걸린 늑대의 공격을 막아냈지만, 2달 후 병으로 사망했다.                                         |
| 8명                                                             | 1750년           | 일본 우아트스미 마을에서 발생. 3마리의 공수병 감염 늑대에 공격받았다.                                                      |
| 보르타 요한스도테르(Borta Johansdotter), 12세, 여성             | 3 August 1731    | 스웨덴 달스랜드 주(Dalsland County) 스테네비 교구(Steneby parish)에서 발생했다.                                            |
| 존 에르슨(Jon Ersson), 9세, 남성                                | 1728년 1월 6일   | 스웨덴 베름란드 주 보다 교구에서 발생. 아마 밑과 같은 늑대의 공격을 받아 사망한 것으로 추정된다.                           |
| 존 스벤슨(Jon Svensson), 4.5세, 남성                            | 1727년 12월 17일 | 스웨덴 베름란드주 보다 교구(Boda Parish)에서 발생. 외톨이 늑대의 공격을 받고 먹혔다.                                       |
| 안누시아타 마리아 알마시오(Annunciata Maria Almasio), 7세, 여성 | 1705년 9월 9일   | 북부 이탈리아 골라 마기오레 레바우(Rebaù)에서 발생.                                                                        |
| 마리아 캄파시아(Maria Campascina), 65세, 여성                   | 1705년 8월 28일  | 이탈리아 북부 비기우에서 발생                                                                                              |
| 안나 마리아(Anna Maria), 9세, 여성                              | 1705년 3월       | 이탈리아 북부 비기우(Viggiù)에서 발생.                                                                                     |
| 6세 어린이                                                      | 1704년 9월 17일  | 이탈리아 북부 골라 마기오레(Gorla Maggiore)에서 발생.                                                                      |
| 16명                                                            | 1704년           | 이탈리아 북부 바레소토(Varesotto)에서 발생.                                                                                |

### 18세기 이전
| 이름, 연령, 성별 | 날짜        | 지역, 설명                                                         |
| ---------------- | ----------- | ------------------------------------------------------------------ |
| 40명             | 1450년 겨울 | 프랑스 파리에서 발생했다. 파리의 늑대(Wolves of Paris)로 알려졌다. |
| 여성 3명         | 957년       | 일본 북조 가칸에서 발생.                                           |
| 1명              | 886년       | 일본 카모 신토 (Kamo Shrine)에서 발생.                             |
| 13세 아이        | 851년       | 일본에서 발생. 신토의 집에서 공격이 발생했다.                      |

## 같이 보기
- 코요테의 인간 공격(영어판)
- 개의 공격(영어판)
- 샤르트의 늑대(영어판)
- 파리의 늑대들